# Canon EF 20mm f/2.8 USM
El Canon EF 20mm f/2.8 USM és un objectiu fix gran angular amb muntura Canon EF.
Aquest, va ser comercialitzat per Canon el juny de 1992, amb un preu de venta suggerit de 500$.
Aquest objectiu s'utilitza sobretot per fotografia de paisatge i d'arquitectura.

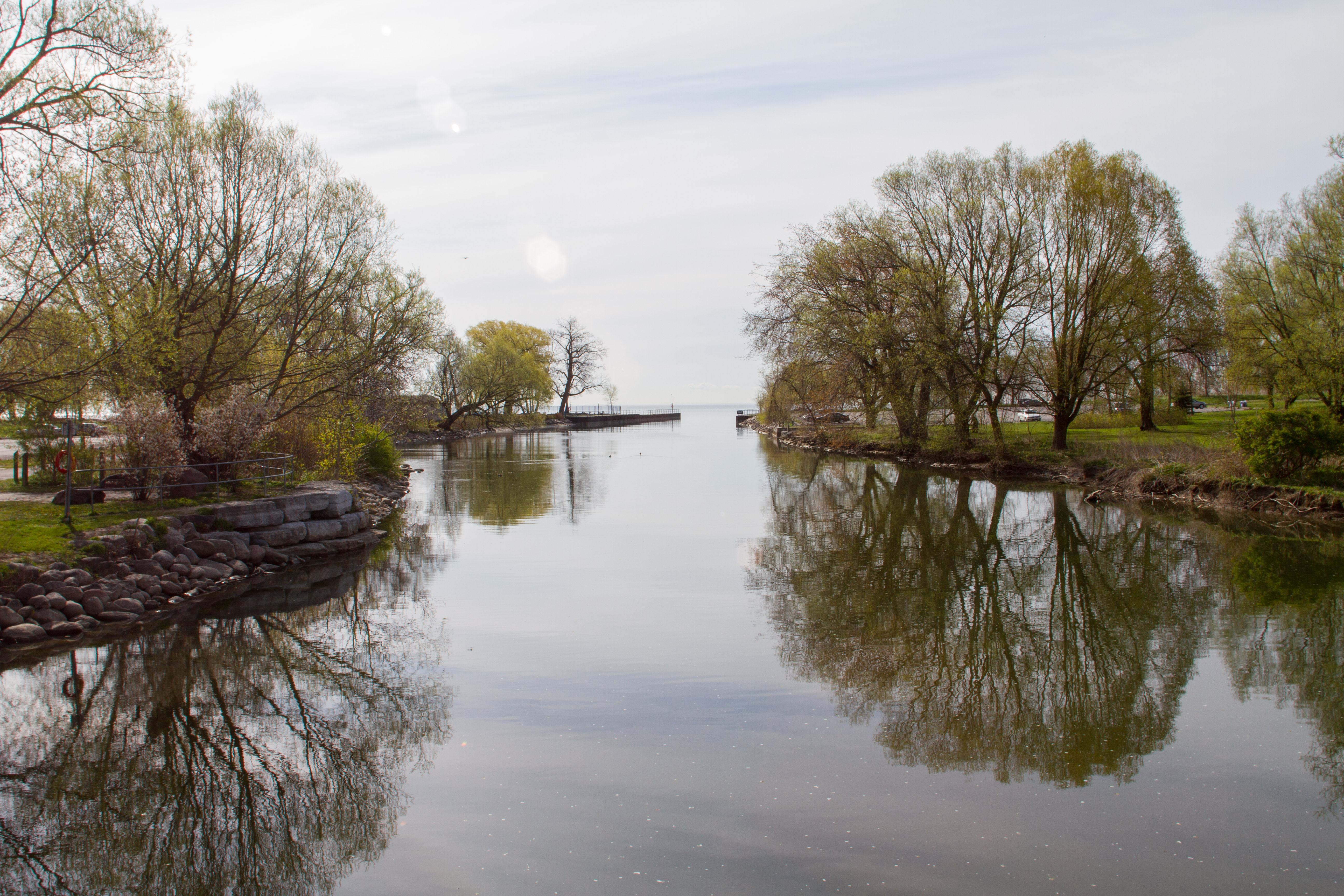
Llac fotografiar amb el Canon EF 20mm f/2.8 USM

## Característiques
Les seves característiques més destacades són:
- Distància focal: 20mm
- Obertura: f/2.8 - 22
- Motor d'enfocament: USM (Motor d'enfocament ultrasònic, ràpid i silenciós)
- Distància mínima d'enfocament: 25cm
- Rosca de 72mm
- Distorisió òptica de -1,89% (tipus barril)[5]
- A f/5.6 l'òptica ja gairebé no ombreja les cantonades i la qualitat òptica ja és molt bona. A f/8 és on l'objectiu mostra la seva màxima qualitat òptica.[5]

## Construcció[2]
- El canó i la muntura són metàl·lics, l'anell del filtre de plàstic i l'interior és de plàstic i metall.
- El diafragma consta de 5 fulles, i les 11 lents de l'objectiu estan distribuïdes en 9 grups.

## Accessoris compatibles[6]
- Tapa E-72 II
- Parasol EW-75 II
- Filtres de 72mm
- Tapa posterior E
- Funda LP1214
- Tub d'extensió EF 12 II

## Objectius similars amb muntura EF
- Laowa 20mm f/4 Zero-D Shift[7]
- Samyang 20mm f/1.8 ED AS UMC[8]
- Sigma 20mm f/1.8 EX DG[9]
- Sigma 20mm f/1.4 DG HSM Art[10]
- Voigtlander 20mm f/3.5 Color Skopar SL II[11]
- Zeiss Distagon T* 21mm f/2.8[12]
- Zeiss Milvus 21mm f/2.8[13]